# Bodianus mesothorax
Bodianus mesothorax е вид лъчеперка от семейство Labridae.

## Разпространение
Видът е разпространен в Австралия, Вануату, Индия, Индонезия, Кирибати, Китай, Малайзия, Маршалови острови, Микронезия, Науру, Нова Каледония, Остров Рождество, Палау, Папуа Нова Гвинея, Провинции в КНР, Соломонови острови, Тайван, Тайланд, Тонга, Тувалу, Уолис и Футуна, Фиджи, Филипини и Япония.